# Бланкенбах
Бланкенбах (нім. Blankenbach) — громада в Німеччині, розташована в землі Баварія. Підпорядковується адміністративному округу Нижня Франконія. Входить до складу району Ашаффенбург. Складова частина об'єднання громад Шелькріппен.
Площа — 3,95 км2. Населення становить 1526 ос. (станом на 31 грудня 2020).

## Галерея

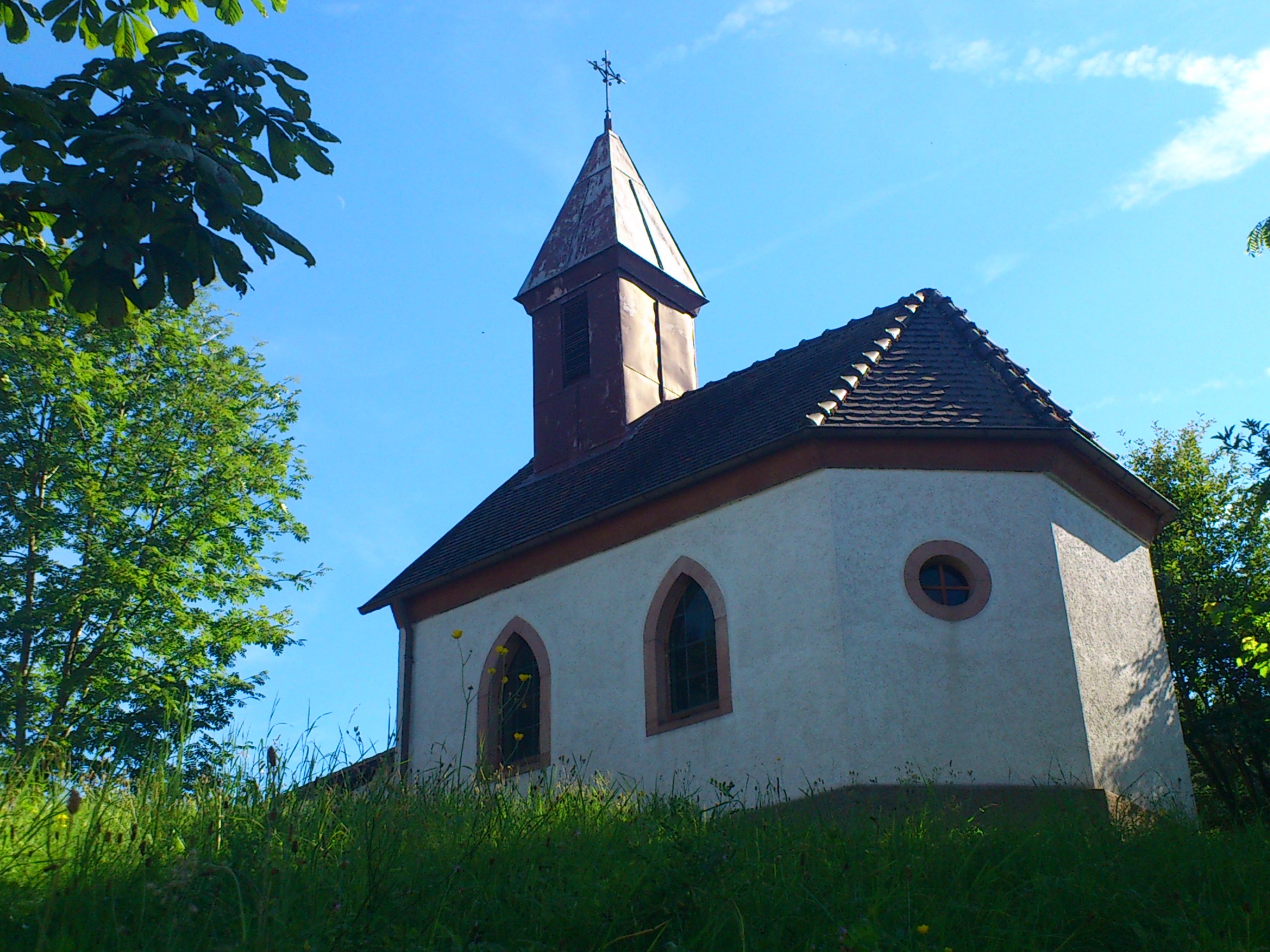
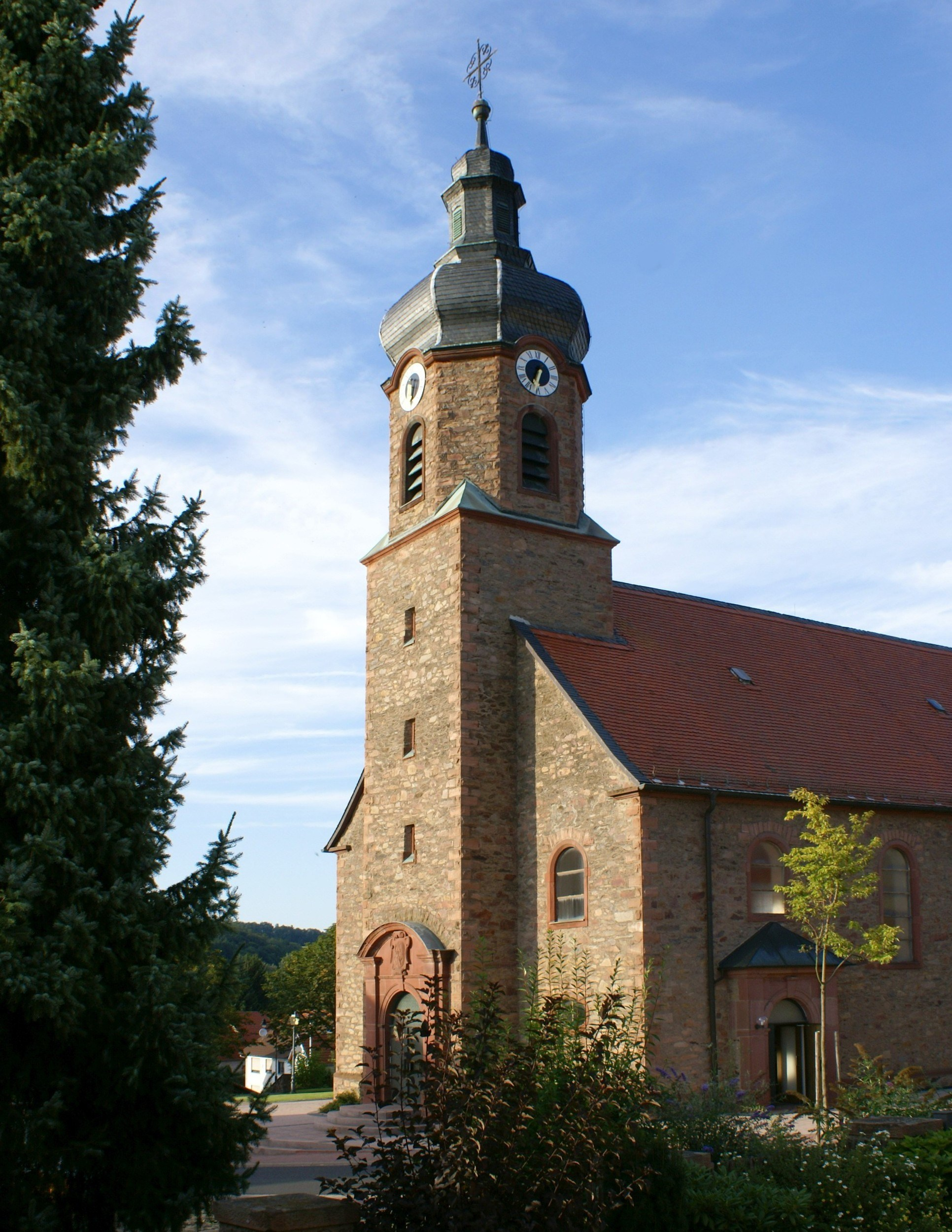